# Stephen Bray
Stephen Pate Bray (* 23. prosince 1956 Detroit, Michigan) je americký skladatel, bubeník a hudební producent, který vlastní a řídí nahrávací studio Saturn Sound a hudební vydavatelství Soultone Records.
Hudbu začal studovat soukromě v rodném Detroitu. Hudební vzdělání pak získal na Berklee College of Music v Bostonu. Manželkou je filmová producentka Stephanie Allainová.

## Spolupráce s Madonnou
Známým se stal dlouhodobou spoluprací se zpěvačkou-skladatelkou Madonnou. Poprvé se potkali během jejího studia tance na University of Michigan v Ann Arbor. O několik let později mu zpěvačka zavolala, aby se stal bubeníkem v nově vznikající skupině. Přestěhoval se tak do New Yorku, kde založili formaci Emmy and the Emmys.
V osmdesátých letech také společně napsali několik hitů Madonny. Posledním tvůrčím projektem, na němž se podílel, se stalo album Like a Prayer.

## Další činnost
Poté, co Madonna získala status hvězdy, připojil se ke skupině Breakfast Club.
V roce 2005 debutoval v Broadway Theatre jako skladatel a libretista, když zhudebnil knihu Alice Walkerové Barva nachu. Za představení byl nominován na Cenu Tomy.

## Výběr autorské práce
- Madonna
  - „Ain't No Big Deal“
  - „Angel“
  - „Stay“
  - „Pretender“
  - „Over and Over“
  - „Into the Groove“
  - „True Blue“
  - „Jimmy Jimmy“
  - „Where's The Party“
  - „Spotlight“
  - „Causing a Commotion“
  - „Can't Stop“
  - „Express Yourself“
  - „Keep It Together“
- Kylie Minogue
  - „Count The Days“
  - „Rhythm Of Love“